# Fairmont, West Virginia
Fairmont är administrativ huvudort i Marion County i West Virginia i USA. Enligt 2010 års folkräkning hade Fairmont 18 704 invånare.

## Kända personer från Fairmont
- Alan Mollohan, politiker
- Mary Lou Retton, gymnast
- Clarence W. Watson, politiker